# Ронкс (Пенсилванија)
Ронкс (енгл. Ronks) насељено је место без административног статуса у америчкој савезној држави Пенсилванија.

## Демографија
По попису из 2010. године број становника је 362.
| Група             | 2000.    | 2010.       |
| Белци             | 0 (0,0%) | 345 (95,3%) |
| Афроамериканци    | 0 (0,0%) | 7 (1,9%)    |
| Азијати           | 0 (0,0%) | 0 (0,0%)    |
| Хиспаноамериканци | 0 (0,0%) | 11 (3,0%)   |
| Укупно            | 0        | 362         |